# 探险者1号
探险者一号（英語：Explorer 1）是美国于1958年1月31日在佛罗里达州卡拉维纳尔角发射的第一颗地球人造卫星，晚于前苏联于1957年10月4日发射的世界第一颗地球人造卫星史普尼克1号和同年11月3日发射的携带小狗莱卡的第二颗卫星。

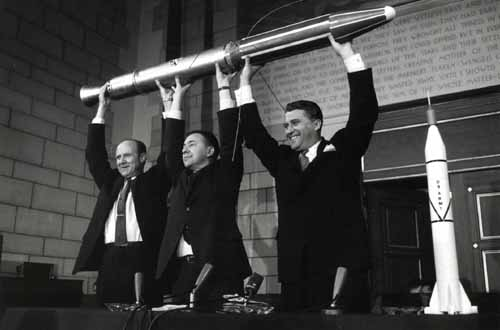
美国国家航空航天局新闻发布会上展示的探索者一号1：1等比例模型

探险者一号卫星总重13.97千克，其中仪器重8.3千克，它的轨道近地点为360千米，远地点2520千米，114.9分钟绕地球一圈，每分钟围绕长轴自转50周。
卫星携带的仪器包括体格宇宙射线探测仪，三个外部温度探头，一个前部温度探头，一套微波背景探测器。探测结果数据通过一个60毫瓦的发射器以108.03兆赫频率和另一个10毫瓦的发射器以108.00兆赫的频率发射到地面接收站。
探险者一号最主要的发现是确定了地球外的磁辐射带，以分析探险者一号发回数据的衣阿华小组负责人詹姆斯·范·艾伦命名为范艾伦辐射带。探险者一号留在軌道上直到1970年，在它后来有一直跟著的探索者计划系列有90多個科研航天器。